# أحمد عامر (توضيح)
النائب برهان المعموري
- برهان المعموري، نائب عراقي في مجلس النواب العراقي لدوره الخامسة .
- ورئيس حزب ثابتون الوطني